# 隆慶一郎
隆 慶一郎（りゅう けいいちろう、1923年〈大正12年〉9月30日 - 1989年〈平成元年〉11月4日）は、日本の脚本家、小説家（時代小説作家）。本名は池田 一朗（いけだ いちろう）。本名で脚本、隆慶一郎のペンネームで小説を執筆していた。
東京市赤坂区生まれ。旧制同志社中学、第三高等学校を経て、東京大学文学部仏文科卒。

## 来歴
戦時中は学徒出陣で出征、陸軍士官として中国大陸を転戦した。この時期に陣中に持って行った『葉隠』が、作家として『死ぬことと見つけたり』を書くきっかけとなった。終戦後、復学して1948年 東京大学卒業、大学時代に師事していた小林秀雄が参画していた創元社（のちの東京創元社）に入社する。短期だが大学講師でも勤務した。1950年頃、立教大学講師、中央大学助教授としてフランス語を、1959年まで教えていた。
1957年、脚本家としての活動を開始する。当初は『陽のあたる坂道』など日活の映画を中心に脚本を手がける。脚本家では、本名の池田一朗で活動しており、隆慶一郎を名乗って活動したのは、晩年の作家活動期となった約5年間だけである。1957年に脚本家としての活動を始めて以降、20世紀後半の日本のテレビ・大衆向けの文芸活動を広く長く支えた存在であった。
脚本家時代は映画、テレビドラマ問わず幅広い作品を手がけ、戦後日本のテレビドラマ史においても1970年代までを代表する脚本家の一人だった。脚本家としての代表作は映画『にあんちゃん』、テレビドラマ『鬼平犯科帳』。他にも『長崎犯科帳』・『破れ奉行』・『隠密奉行』・『大忠臣蔵』など多数あり、携わった作品の多くが、現在でもローカル局・時代劇専門チャンネルなどで繰り返し再放送されている。近藤照男プロダクションの近藤照男プロデューサーから頼まれ、1本だけだが『Gメン'82』の脚本を執筆した。
1984年、『週刊新潮』で小説家として第1作『吉原御免状』を連載する。隆慶一郎は、この時より名乗った筆名である。小説家時代は時代小説を中心に執筆した。代表作として『吉原御免状』、『影武者徳川家康』、『一夢庵風流記』、『捨て童子・松平忠輝』が挙げられる。長らく脚本家として活動しており、小説家生活に入ったのが還暦を過ぎてからと遅く、小説家としては実働わずか5年だった。また急逝したこともあって、未完の作品、構想だけが編集者に語られるなどして残った作品も少なくない。ちなみに、還暦を過ぎるまで小説を手掛けなかった理由については、かつて師事した小林秀雄が存命の間は、とても怖くて小説は書けないと思っていたからという旨のことを語っている（小林は1983年に逝去）。
1986年、処女作『吉原御免状』が第95回直木賞候補作となり、結局は選に漏れたものの、下馬評の段階では新聞や文芸系のマスコミなどから最有力候補の一角に挙げられたことをきっかけとして、時代小説で一大センセーションを巻き起こした。
1989年11月4日、肝硬変のため東京都新宿区の東京医科大学病院で死去。同年、日本映画プロデューサー協会賞特別賞、『一夢庵風流記』で第2回柴田錬三郎賞受賞。
1996年に新潮社で『隆慶一郎全集』全6巻が刊行された。2009年9月より2010年7月にかけ同社で、新版『隆慶一郎全集』全19巻が刊行された。
2010年10月に『「歴史読本」編　隆慶一郎を読む』（新人物往来社）が上梓された。

## 作風・評価
隆の小説作品の特徴は、人物描写でもとりわけ男の生きざまや人情を書くのに非常に秀逸な点が第一に挙げられ、その内容も大衆文芸としての要所を確実に押さえつつも極めて良質な仕上がりを見せている。その一つの象徴的な作品が『一夢庵風流記』である。「傾奇者（かぶきもの）」という言葉と前田慶次郎利益という歴史上の人物が平成の世でメジャーになった背景を語る際には、この作品とこれを原作とした漫画化作品『花の慶次 ―雲のかなたに―』、そして『花の慶次』のキャラクター群を用いて展開された様々な関連商品の存在を抜きに語ることはできない。また、網野善彦らの中世近世史研究を大胆に取り入れ、それまで大衆文学ではあまり描かれなかった非農業民を中心とした庶民の歴史を描くことに成功している。

## 逸話
- 隆は日本酒を愛飲しており、編集者の浦田憲治[6]（日本経済新聞社）によれば夜中の午前2・3時まで飲んでいることがあったという。飲む場所としては浅草をこよなく愛した。隆慶一郎なる筆名そのものが、行きつけの居酒屋の女将さんがつけたものである。
- 医者からダイエットを命じられ、みずから考案した「三食鍋」なる野菜たっぷりの鍋料理を朝昼晩食べて減量に成功した。
- 『葉隠』は、元々戦地で読むつもりはなく、葉隠の岩波文庫版・3冊の中をくりぬき、ランボー、小林秀雄訳『地獄の季節』を入れ隠し持ち、持参したが、活字に飢えた挙句に『葉隠』を読み出したところ、面白さに魅了されてしまったという。
- 学生時代、常にダブダブのランニングシャツを着用しており、喧嘩の際に中に真綿を詰め、水をかぶることで防刃シャツ代わりにしていた。
- 高等学校時代、ボートレース観戦の挙句の乱闘騒ぎで、左目の上に傷が残っている。その時は旗の竹竿を得物にし、終わった時にはササラの状態になっていたという[7]。
- 旧制第三高等学校時代の同級生に、後の国文学者秋山虔がいた[8]。
- 司馬遼太郎原作の映画『城取り』に脚本家として関わった際、製作の石原プロが映画の完成を急いだため、まだ原作が日本経済新聞に連載中に撮影が行われることとなり、「原作もなく、なんの史料もなく」シナリオを書く破目になった。そのため、「当然出来は悪く、私は恥じた」。しかし、これがきっかけとなって前田慶次郎に関する史料を集めるようになり、それらを基に書き上げたのが『一夢庵風流記』だという。なお、映画『城取り』の主人公は「車藤三」で、司馬の原作『城をとる話』では車丹波がモデルであることが示唆されている。しかし隆は『一夢庵風流記』のあとがきで「主人公が前田慶次郎だった」としている。
- 晩年、入院中の隆を見舞った原哲夫が、隆のショートブーツからサバイバルナイフが出てきたのを見て「目を丸くした」という。

## 受賞
- 1959年 シナリオ作家協会賞 - 映画『にあんちゃん』
- 1986年 第95回直木賞候補 - 『吉原御免状』
- 1989年 第2回柴田錬三郎賞 - 『一夢庵風流記』
- 1989年 第101回直木賞候補 - 『柳生非情剣』
- 1990年 日本映画プロデューサー協会賞特別賞
- 1990年  第8回日本冒険小説協会大賞特別賞受賞 - 『影武者徳川家康』[9]

## 主な作品

### 映画
- 川上哲治物語 背番号16（1957年、日活）
- 青春の冒険（1957年、日活）
- 陽のあたる坂道（1958年、日活）
- 明日は明日の風が吹く（1958年、日活）
- 赤い波止場（1958年、日活）
- 若い川の流れ（1959年、日活）
- 群衆の中の太陽（1959年、日活）
- 山と谷と雲（1959年、日活）
- 爆薬に火をつけろ（1959年、日活）
- 男なら夢をみろ（1959年、日活）
- にあんちゃん（1959年、日活）
- 錆びた鎖（1960年、日活）
- 俺の血が騒ぐ（1961年、日活）
- 殺人鬼の誘惑（1963年、東映）※共作
- 砂の上の植物群（1964年、日活）※共作
- どろ犬（1964年、東映）
- 城取り（1965年、石原プロ）※舛田利雄と共作
- 天下の快男児（1966年・松竹)
- クレージー大作戦（1966年、東宝）※笠原良三・田波靖男・坪島孝と共作
- ひき裂かれた盛装（1967年、大映）
- 雌が雄を喰い殺す かまきり (1967年、松竹)
- セックス・チェック 第二の性（1968年、大映）
- 謝国権「愛」より （秘）性と生活（1969年、東映）
- 暁の挑戦（1971年、フジテレビジョン、新国劇）※橋本忍、国弘威雄と共作
- 夏の秘密（1982年、松竹）

### テレビドラマ
- マイティジャック（1968年、フジテレビ/円谷プロダクション）
  - 第05話「メスと口紅」
- 右門捕物帖（中村吉右衛門主演版）（1969年、日本テレビ）
  - 第21話「女殺し出世地獄」
  - 第24話「無明流女秘剣」
- 水戸黄門（1970年ごろ、TBS）
- 鬼平犯科帳（八代目松本幸四郎版）（1969年、NET）
- 大忠臣蔵（1971年、NET）
- 荒野の素浪人（第1シリーズ）（1972年 、NET）
- お祭り銀次捕物帳（1972年、フジテレビ）
- 銭形平次（1972年、フジテレビ）324話、おゆきの初恋
- 荒野の用心棒（1973年、NET）
- ご存知遠山の金さん（1974年、NET）
- 荒野の素浪人（第2シリーズ）（1974年、NET）
- 右門捕物帖（杉良太郎主演版第1期）（1974年、NET）
  - 第2話「燃える男」
  - 第13話「左刺しの七首」
  - 第23話「消えた男」
- 長崎犯科帳（1975年、日本テレビ）
- 破れ奉行（1977年、テレビ朝日）
- 江戸の鷹 御用部屋犯科帖（1978年、テレビ朝日）
- 破れ新九郎（1978年、テレビ朝日）
- 87分署シリーズ・裸の街(1980年、フジテレビ)
- サンキュー先生（1980年、テレビ朝日）
- 先生は一年生（1981年、日本テレビ）
- 日本犯科帳・隠密奉行（1981年、フジテレビ）
- 女かじき特急便（1982年、日本テレビ）
- Gメン'82 (1982年、TBS) 12話、白バイVSカーアクション殺人事件
- あっけらかん（1982年、日本テレビ）
- 火曜サスペンス劇場（日本テレビ）
  - 校内暴力殺人事件 狙われた女教師（1982年4月20日）
  - 母の誘拐（1984年1月17日）
  - 傍観者殺人事件（1986年12月9日）
  - サラ金業者の妻（1987年1月20日）
- 右門捕物帖（杉良太郎主演版第2期）（1982年、日本テレビ）
  - 第1話「さわやか右門さっそう登場」
  - 第13話「さむらい教育」
  - 第15話「伝六の初恋」
  - 第19話「暗殺」
- 特命刑事ザ・コップ（1985年、テレビ朝日）
- 野風の笛 鬼の剣 松平忠輝・天下を斬る!（1987年、日本テレビ） - 原案・脚本
- 隠密奉行 朝比奈（1998年 - 1999年、フジテレビ） - 原案（隆慶一郎名義）

### 小説
- 『吉原御免状』（1986年、新潮社） のち新潮文庫

宮本武蔵によって育てられた後水尾天皇の落胤・松永誠一郎は、自由の民・傀儡子によって営まれる色里・吉原を守り、神君・徳川家康から下された吉原御免状を狙う老中酒井忠清とその手先裏柳生との間で死闘を繰り広げる。第95回直木賞候補作。同タイトルで舞台化。
- 『鬼麿斬人剣』（1987年、新潮社） のち文庫

『刀工剣豪伝・鬼麿一番勝負』の題で連載された。名刀工・源清麿が旅先で遺した数打ちの駄剣を折り、師匠の名を守ろうとする弟子・鬼麿の前に、清麿を恨む伊賀同心の一味が立ちはだかる。同タイトルでテレビドラマ化。内山まもるにより漫画化（単行本未刊行）。
- 『かくれさと苦界行』（1987年、新潮社） のち文庫

『吉原御免状』の続編。後水尾天皇との再会を果たした松永誠一郎と吉原の傀儡子の民に、またしても裏柳生の手が迫る。
- 『柳生非情剣』（1988年、講談社） のち講談社文庫

徳川家将軍指南役柳生家の六世代にわたって、柳生家の目から見た徳川家を描く連作短編集。第101回直木賞候補作。「慶安御前試合・柳生連也斎」「柳枝の剣・柳生友矩」「ぼうふらの剣・柳生宗冬」「柳生の鬼・柳生十兵衛」「柳生跛行の剣・柳生新次郎」「逆風の太刀・柳生五郎右衛門」の短編6編収録。「柳枝の剣・柳生友矩」を余湖裕輝らが『柳生非情剣 SAMON』のタイトルで漫画化。青春アドベンチャーでラジオドラマ化。
- 『一夢庵風流記』（1989年、読売新聞社） のち新潮文庫、集英社文庫

原哲夫らにより『花の慶次 ―雲のかなたに―』として漫画化。数度舞台化。
- 『影武者徳川家康』（1989年、新潮社） のち文庫

関ヶ原で死んだ徳川家康の影武者であった世良田二郎三郎が、徳川家繁栄のために豊臣秀頼を謀殺しようとする秀忠に対抗するべく、甲斐の忍びの六郎や島左近、風魔忍者衆と協力し、歴史の暗部で戦う。原哲夫らにより漫画化（『影武者徳川家康』『SAKON（左近） -戦国風雲録-』）。同タイトルでテレビドラマ化。
- 『捨て童子・松平忠輝』（1989年 - 90年、講談社） のち文庫

主人公は徳川家康の子松平忠輝。生まれながらにして大きな体を持ち、鬼っ子と恐れられ、武術、水術、音楽、忍術などすべてに天才的な能力を持ち、異能の人と呼ばれた忠輝の前半生を描く。横山光輝により同タイトルで漫画化。2003年に『野風の笛』のタイトルで宝塚歌劇団・花組が舞台化。本作以前に隆自身が本名の池田一朗名義で原案・脚本を手掛けた『野風の笛 鬼の剣 松平忠輝・天下を斬る!』が制作・放送されており、本作はテレビドラマ版を基に新たな解釈を加えた上で執筆したのではないかとする向きもある。
- 『柳生刺客状』（1990年、講談社） のち文庫。

「柳生刺客状」「張りの吉原」「狼の眼」「銚子湊慕情」「死出の雪」の短編5編収録。
- 『死ぬことと見つけたり』（1990年、新潮社） のち文庫（未完作）

著者が第二次世界大戦に徴収される際、陸軍で推薦されていた『葉隠』の本の中に著者のお気に入りのフランス文学を挟み込んで持ち込み、『葉隠』に見出した佐賀鍋島藩浪人の主人公の斉藤杢之助を描いた書。
- 『花と火の帝』（1990年、日本経済新聞社） のち講談社文庫、日経文芸文庫（未完作）

余儀なく徳川秀忠の息女和子を皇后にした後水尾天皇の御世、天皇家を守るため徳川幕府に挑む八瀬童子・岩介の戦いを描く。
- 『かぶいて候』（1990年、実業之日本社）のち集英社文庫（未完作）

徳川家光の小姓・水野成貞を描いた表題作以外に「異説 猿ケ辻の変」、エッセイ「わが幻の吉原」、対談「日本史逆転再逆転」を収録。
- 『駆込寺蔭始末』（1990年、光文社） のち同文庫

江戸時代、既婚の女性から離婚を申し出ることができず唯一離婚する方法が鎌倉東慶寺に駆け込むことだけだった。その東慶寺の住持の玉淵尼を守るため、公卿の身を捨てた御所忍びの棟梁である麿の活躍を描く連作短編集。
- 『見知らぬ海へ』（1990年、講談社） のち文庫（未完作）

武田勝頼の下にあった向井水軍の嗣子向井正綱が生き延び水軍を組織し、後に徳川家康の水軍に編入され、水軍の長になり活躍する姿を描く。
- 『風の呪殺陣』（1990年、徳間書店） のち徳間文庫

信長の比叡山焼き討ちを生き延びた比叡山の修行僧・昇運が、信長を呪い殺そうという設定。著者が赤山禅院の叡南覚照大阿闍梨に「仏教が人を殺すか」と一喝され、改稿する予定だったが、著者の急逝によりそのまま発刊された。

### 随筆
- 『時代小説の愉しみ』（講談社 1989年 のち文庫）

### 全集
- 『隆慶一郎全集』（新潮社 1995-1996年、2009-2010年）

ハードカバー形式で全6巻。のち四六判形式で全19巻に分割されて再刊。
- 『隆慶一郎短篇全集』（講談社 1995年）のち日経文芸文庫

### 翻訳
- 『エリュアール詩集』(世界現代詩叢書 ルイ・パロオ編, 加藤周一、窪田啓作、池田一朗訳. 創元社, 1952